# 映像ソフト会社

映像ソフト会社（えいぞうソフトがいしゃ）は映像ソフト(DVD・ビデオ)を発売する会社・レーベルである。業界団体に日本映像ソフト協会がある。

## 現存する主な映像ソフト会社（一般向け）
（※太字は日本映像ソフト協会正会員）
- アスミック・エース
- ウォルト・ディズニー・ジャパン
- エイベックス・ピクチャーズ
- NHKエンタープライズ
- NBCユニバーサル・エンターテイメントジャパン
- KADOKAWA
  - 角川書店
  - メディアファクトリー
- ギャガ
- キングレコード
- 小学館
- 松竹
- ソニー・ピクチャーズエンタテインメント
- ソニー・ミュージックエンタテインメント
  - アニプレックス
- TCエンタテインメント
- 東映ビデオ
- 東宝
- 東宝東和
- 日活
- バップ
- ハピネット・メディアマーケティング
- バンダイナムコフィルムワークス
- ポニーキャニオン
- ユニバーサルミュージック
- よしもとミュージック
- ワーナー　ブラザース　ジャパン
- ジャパンライム
- マーベラス

## 現存する主な映像ソフト会社（成人向け）
- ジャパンホームビデオ
- ピンクパイナップル